# 弗雷德里克·洛德
弗雷德里克·洛德（Frederic M.Lord，1912年11月12日—2000年2月5日），是一位美国心理统计学家，IRT理论的重要开创者。由于为语言测试做出了重要贡献，被人们称为“现代语言测试之父”。

## 生平
1912年出生于美国汉诺威，1936年获得达特茅斯学院学士学位，明尼苏达大学硕士学位，1951年获得普林斯顿大学博士学位。

## 著作
著有很多关于语言测试的论文。
- 《A THEORY OF TEST SCORES》，博士论文，是IRT理论的开端之作。
- 《Statistical Theories of Mental Test Scores》 (1968, with Melvin Novick, and two chapters by Allen Birnbaum)
- 《Applications of Item Response Theory to Practical Testing Problems》(1980)